# Robert Frenzel

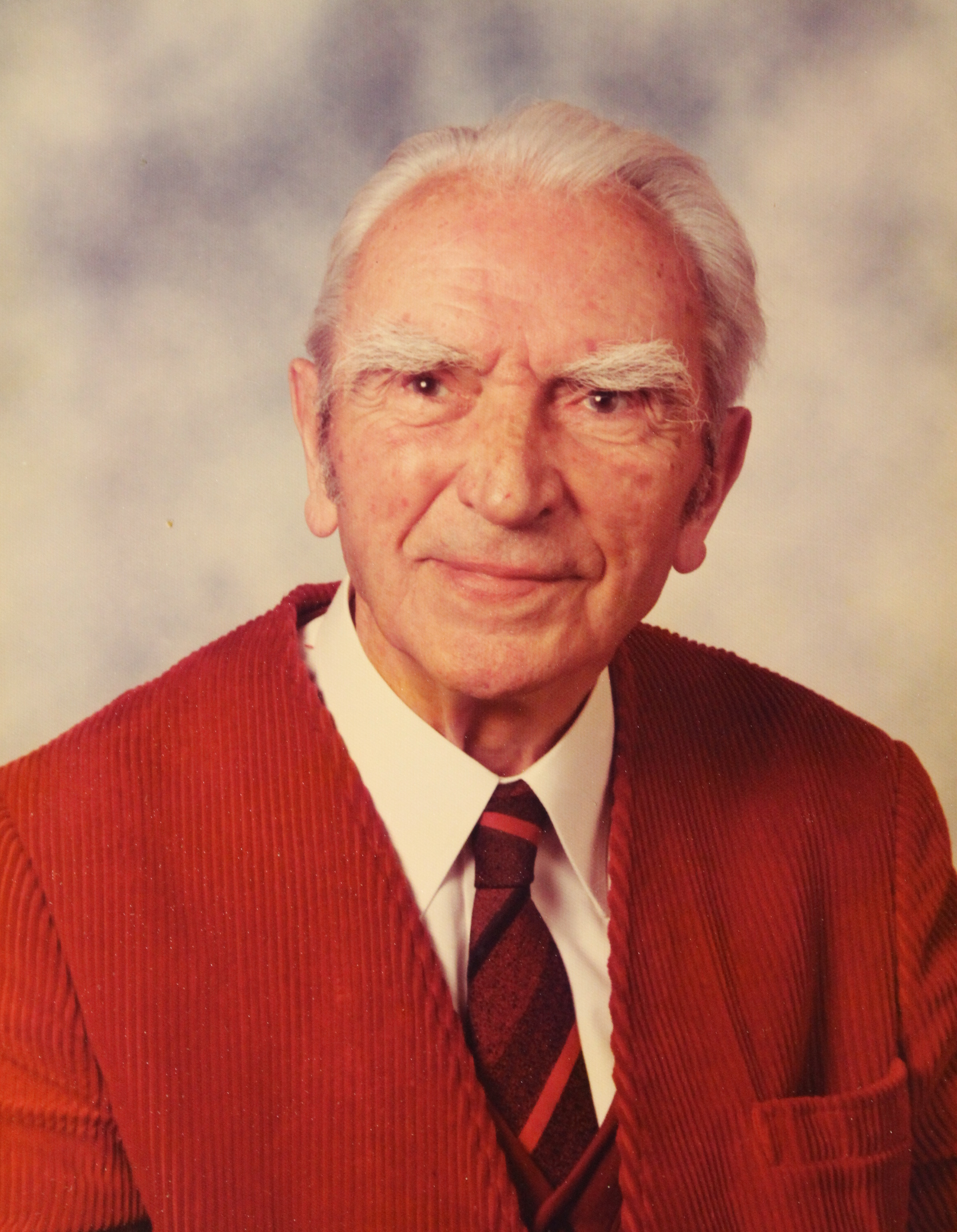
Robert Frenzel

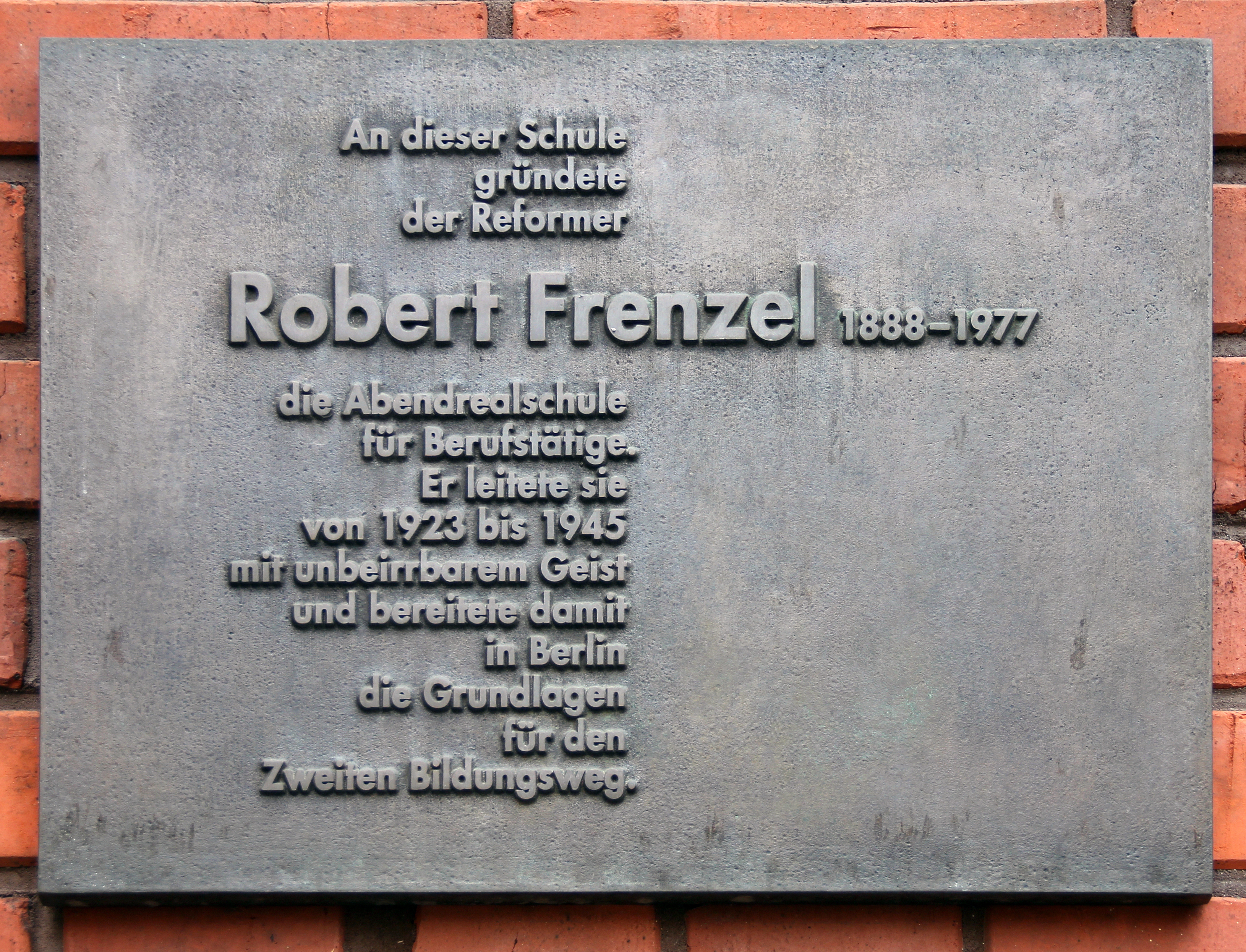
Gedenktafel am Haus, Gipsstraße 23a, in Berlin-Mitte

Robert Frenzel (* 29. Dezember 1888 in Berlin; † 1. Mai 1977 in Lüneburg) war ein deutscher  Pionier des Zweiten Bildungsweges. Er gründete die private Abendrealschule Berlin im Jahre 1923.

## Motivation

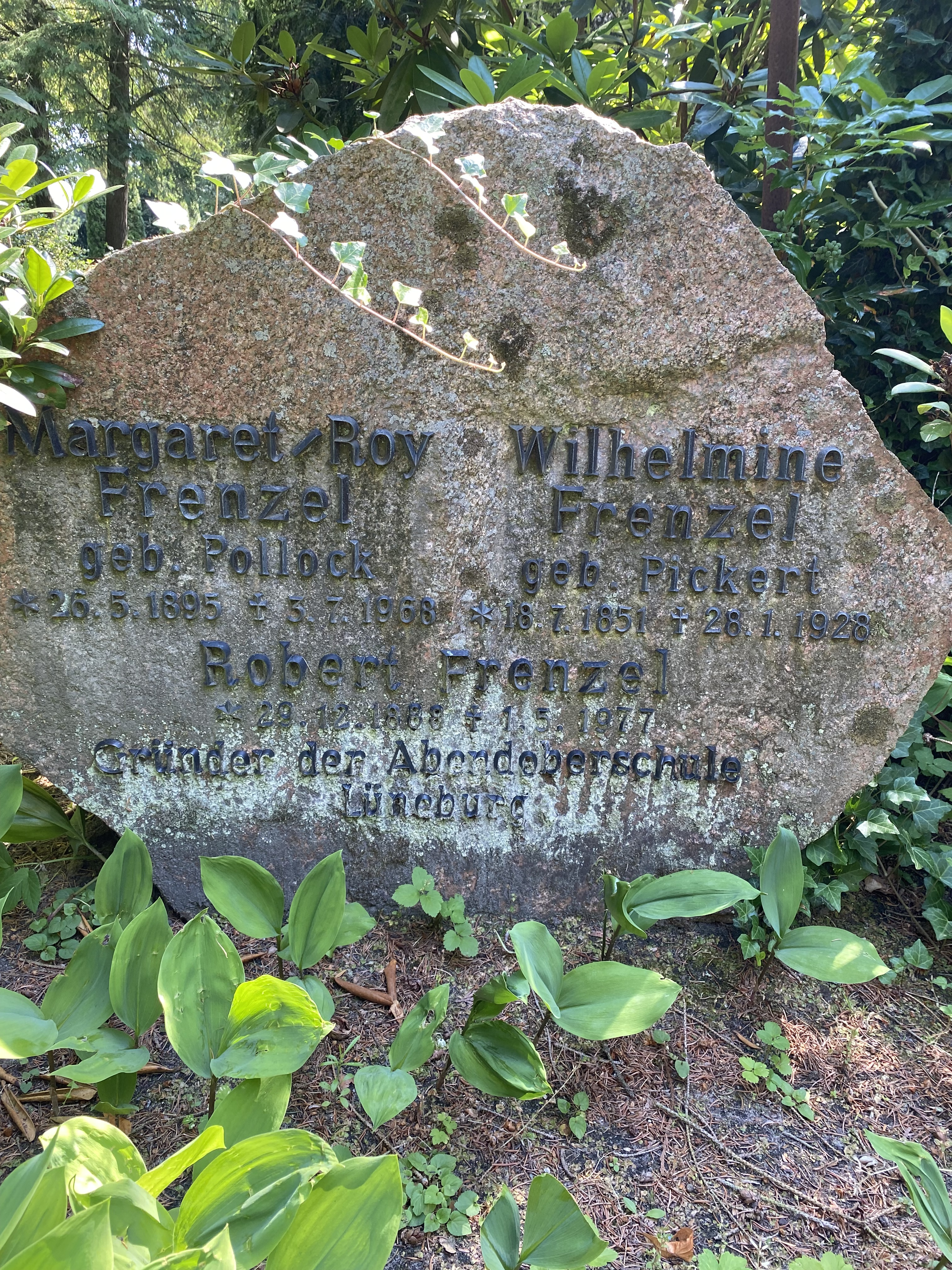
Grabstätte auf dem Zentralfriedhof Lüneburg

Robert Frenzels Abendschulgründung für Lehrlinge und Berufstätige im Alter von 14 bis 40 Jahren entstand aus seinen sozialen und pädagogischen Überzeugungen. Er wollte im Besonderen für Arbeiterkinder, die lediglich einen Volksschulabschluss hatten, durch den Erwerb der mittleren Reife die Grundlage für berufliche Aufstiegsmöglichkeiten und möglicherweise das Erreichen des Abiturs und Studiums schaffen.

## Abendrealschule Berlin
Frenzel gründete 1923 als Autodidakt und aus privater Initiative die Abendrealschule Berlin. Die Schülerzahl stieg stetig und im Jahre 1928 hatte die Schule 300 Schüler. Diese private Abendrealschule war etwa 25 Jahre lang unter Robert Frenzels Leitung. Sie kam unter größten Schwierigkeiten durch die Zeit des Nationalsozialismus, wurde aber nach dem Zweiten Weltkrieg im Februar 1948 auf Anordnung der Machthaber des Berliner Ostsektors geschlossen. Offizieller Grund war, dass es sich um eine „Privatschule“ handelte.
Nach Schließung seiner Schule in Berlin gründete Robert Frenzel am 20. April 1948 in Lüneburg eine der ersten Abendschulen nach dem Krieg, die Abendoberschule Lüneburg unter dem damaligen Oberstadtdirektor Werner Bockelmann. Robert Frenzel leitete diese Schule in privater Regie bis 1971. Erst zu diesem Zeitpunkt ging sie in die Hände der Stadt über.
Auch in anderen Städten wurden nach dem Zweiten Weltkrieg die Angebote des zweiten Bildungswegs erweitert und es entstanden weitere Abendgymnasien und Kollegs.
Robert Frenzel verstarb 88-jährig in Lüneburg und wurde auf dem dortigen Zentralfriedhof beigesetzt.

## Ehrungen
- 2001  Ehrentafel an der Schule Gipsstraße 23 a, veranlasst durch die Stadt Berlin.[2]